# Quartet de corda núm. 2 (Rosenberg)
El Quartet de corda núm. 2, op. 21, va ser compost per Hilding Rosenberg el 1924 i dedicat al Quartet Kjellström, que també el va estrenar en un concert a la secció sueca de l'ISCM a Estocolm el 6 de març de 1925. El 1956, l'obra va ser revisada i estrenada el 17 de juny de 1957 a la Ràdio sueca pel Quartet Griinfarb.
El Segon Quartet de Rosenberg va arribar quatre anys després de la primera versió del Primer Quartet, que va revisar el 1923. Amb una durada de quinze minuts, és el quartet més curt de Rosenberg. No obstant això, el quartet consta de quatre moviments amb una gran diversitat.

## Moviments
1. Andante molto ed espressivo
2. Allegro assai
3. Lento
4. Moderato energico. Allegro vivace.

Amb una durada de quinze minuts, és el quartet més curt de Rosenberg. No obstant això, el quartet consta de quatre moviments amb una gran diversitat.